# Iman bint Abdallah

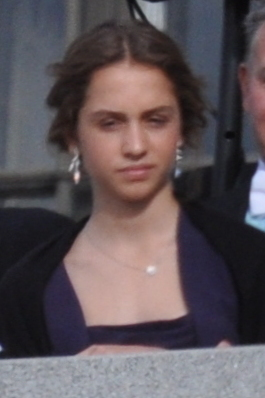
Iman bint Abdallah, 2010

Iman bint Abdallah (arabisch إيمان بنت عبدالله, DMG Īmān bt. ʿAbd Allāh; * 27. September 1996 in Amman) ist das zweite Kind und die älteste Tochter von König Abdullah II. und Königin Rania von Jordanien. Der Überlieferung nach ist sie in der 42. Generation direkte Nachfahrin des islamischen Propheten Mohammed.
Ihr Großvater väterlicherseits war der damals regierende König Hussein; ihre Großmutter ist die in England geborene Prinzessin Muna, seine zweite Frau. Iman hat einen älteren Bruder, Kronprinz Hussein sowie zwei jüngere Geschwister, Prinzessin Salma und Prinz Haschem. Prinzessin Iman besuchte zusammen mit ihrer Cousine väterlicherseits, Muna Juma, die International Academy Amman (IAA). Am 4. Juni 2014 machte sie ihren Abschluss an der IAA und wurde als beste Sportlerin ihres Jahrgangs ausgezeichnet.
Derzeit besucht sie, wie auch ihr Bruder Hussein, die Georgetown University in Washington, D.C.
Am 12. März 2023 heiratete sie Jameel Alexander Thermiotis im Königlichen Palast in Beit Al Urdun. Am 16. Februar 2025 wurden beide Eltern einer Tochter namens Amina.